# أنيت ليون
أنيت ليون (بالإنجليزية: Annette Lyon)‏ (18 ديسمبر 1973)؛ كاتِبة وروائية أمريكية. درست في جامعة بريغام يونغ.